# Masovien
För det nutida vojvodskapet, se Masovien (vojvodskap).

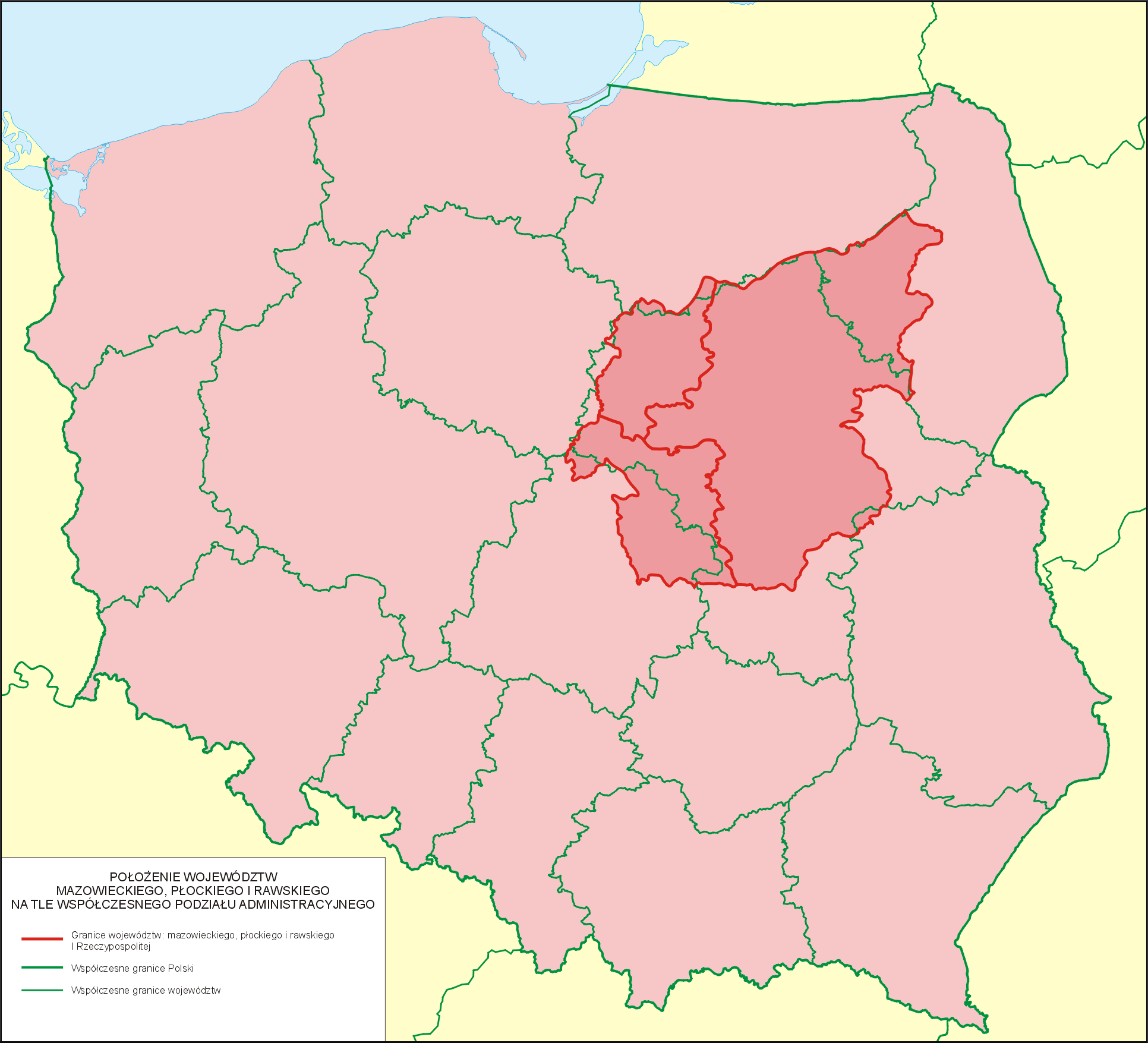
Masoviens utsträckning i dagens Polen.

Masovien (polska: Mazowsze; latin: Masovia eller Mazovia)  är ett historiskt landskap i östra Polen vid mellersta Wisła och nedre Bug, med huvudstad i Warszawa. Masovien är även ett nutida polskt vojvodskap (se Masovien (vojvodskap)).
Masovien erövrades av Polen på 900-talet. I samband med polens splittring 1138 blev dock Masovien ett självständigt hertigdöme, och var under de närmaste århundradena nära knutet till Tyska orden. 1529 införlivades det på nytt med Polen. Genom Polens tredje delning kom det att tillhöra Preussen. 1807-14 tillhörde huvuddelen av Masovien storhertigdömet Warszawa och kom därefter i rysk ägo fram till 1918, då det nya Polen upprättades och Masovien kom att ingå i landet.